# モンテプリンス
モンテプリンス（1977年4月1日 - 2002年8月29日）は、日本中央競馬会に所属していた競走馬・種牡馬。蹄の形などの問題で道悪馬場を大の苦手としたことから「太陽の王子」との異名を持つ。1982年に「優駿」ドリーム賞（特別賞）受賞。

## 生涯

### 誕生・デビュー前
1977年4月1日、北海道浦河郡浦河町の杵臼斉藤牧場で誕生。父・シーホークは1963年生まれのフランス産馬で、アイルランドで種牡馬として成功した後、1974年より日本に導入。重賞勝ち馬を数多く出し、晩年には日本ダービー馬のウィナーズサークル・アイネスフウジンを輩出。1991年死去。母・モンテオーカンはヒンドスタン産駒で、現役時は逃げ脚を武器に40戦9勝の実績を挙げた。斉藤牧場の場長の息子で2代目の斉藤繁喜が現役時に短波放送で競馬中継を聴いていた時より惚れ込み、馬を競馬場に運ぶ列車に乗って上京し、東京・松山吉三郎調教師に電話して厩舎を訪ね、自分に預けてほしいと直談判。馬が東京に運ばれるたびに上京し、松山厩舎に通うのを3年間も続け、ついに首を縦に振らせて預けてもらった経緯を持つ。馬主の毛利喜八は銀座で一時代を築いた高級キャバレー「モンテカルロ」の経営者として知られ、モンテプリンスは3番仔で一つ下には春の天皇賞馬・モンテファスト、半弟には東京新聞杯・中山記念3着のモンテジャパンがいる。

### 競走馬時代
1979年8月の函館で竹原啓二を鞍上にデビューし、早くからの評判馬で1番人気に支持されるも2戦連続2着と勝てなかった。東京に戻って3戦目の未勝利を主戦騎手となる吉永正人を鞍上に勝ち上がり、続く府中3歳ステークスは不良馬場で4着も葉牡丹賞（400万下）は良馬場で快勝。この頃すでにモンテプリンスは重馬場が苦手であることが明白になった。4歳になった1980年は東京4歳ステークスから始動し、得意の良馬場であったが発熱明けで6着。弥生賞は重馬場で4着、スプリングステークスは不良馬場で3着。そしてクラシック第1戦の皐月賞も泥んこの不良馬場に泣き、ハワイアンイメージの4着に敗れた。続くNHK杯は晴天の良馬場に恵まれ、2着のレッドジャガーに7馬身の差を付けて圧勝し、重賞初制覇。クラシック第2戦の東京優駿は大本命で迎えることになった。曇り空の良馬場を軽快に先行し、直線半ばで先頭に立った。吉永が勝利を確信したところへ、オペックホースが襲いかかりクビの差で退けられた。ダービー後は笹針を打って温泉療養し、秋になると稍重のセントライト記念で復帰。2着のドロッポロードにハナ差で競り勝ち、菊花賞制覇に向けて好スタートを切ったかに見えたが、京都新聞杯は不良馬場に泣かされて5着に終わる。クラシック最終戦の菊花賞は晴天の良馬場に恵まれ、しかもこの年の京都は新装なって1年ぶりの開催となって絶好の馬場状態であった。当然のように大本命に推されたが、先行して抜け出したモンテプリンスをゴール直前でノースガストがクビの差交わした。結局モンテプリンスはクラシックを無冠で終えることになった。期待されて5歳になった1981年は天皇賞（春）を目指すものの、復帰初戦のダートのオープンで2着になった後、血行障害による疲労で回避。秋まで休養することになり、本格復帰は10月の毎日王冠からであったが、暴走するハギノトップレディを追いかけて良馬場にもかかわらず10着と大敗。続く第84回天皇賞は5番人気まで人気が落ちていたが、レースが始まると低評価を嘲笑うように軽快に先行し、終始先頭で最後の直線に入り、同じく評価を落としていた前年の有馬記念馬・ホウヨウボーイと長い叩き合いを演じた。2頭はほとんど同時にゴール板を通過したが、写真判定の結果はホウヨウボーイがモンテプリンスをハナの差先着していた。大レース3度目の惜敗であったが、この天皇賞（秋）での2着が高評価となり、第1回ジャパンカップでは日本馬最高の2番人気に支持された。しかし、当時の日本馬は世界基準には程遠く、アメリカのGII牝馬・メアジードーツに日本レコードで勝たれ、モンテプリンスは全く歯が立たず7着に敗れた。暮れの有馬記念は激走続きが堪えたのか、同期のアンバーシャダイ、ホウヨウボーイに次ぐ3着に終わり、善戦ホースのままでこの年を終えた。6歳になった1982年は初戦の東京新聞杯で1年4ヶ月ぶりに重賞を制覇すると、続く中山記念は稍重に滑ってハナ差の2着に敗れたものの、天皇賞（春）では1番人気で迎えられた。生涯最高の512kgの鹿毛の馬体は陣営の自信を証明し、レースでは積極的な先行策から一転して中団待機策を選択。最後の直線で他馬をごぼう抜きして後続を突き放す横綱相撲で、アンバーシャダイ以下を一蹴するレコード勝ち。このレースにおいて、積極的に先行しては後ろから追い込んできた馬に競り負けるというレースぶりが嘘のような勝ち方で、6歳にして初のGI級レース・八大競走制覇となった。また、鞍上の吉永にとっても初めての八大競走制覇となった。GI級レースでの惜敗が多かったため「無冠の帝王」という有り難くないニックネームがつけられていたが、それを返上した。実況していた杉本清（当時・関西テレビアナウンサー）はかつてのタイテエム（クラシックは無冠。天皇賞（春）でGI級レース初制覇）と比較して、「無冠の貴公子に春が訪れてから9年目、無冠のプリンスにも春が訪れました」と伝えた。返す刀で続く宝塚記念でも2着のカツアールに1馬身1/2の差を付けて優勝し、GI級レースを連勝していよいよ頂点に登り詰めた感のあったモンテプリンスであったが、宝塚記念の後に繋靭帯炎を発症してしまう。年内休養の可能性もあったが、有馬記念でファン投票1位に選ばれ、陣営はその責任感からファンの声に応える形で出走を決める。レースでは果敢に先行したものの、完調に程遠く、しかも雨の重馬場とあって11着と惨敗。そのまま現役を引退。この有馬記念で管理調教師の松山が「もし途中で競走を中止したら自分の責任。自ら跨って出走が可能かどうか確かめてきた」と自ら追い切りを行うほど、脚元は限界に近い状態だったという。この有馬記念での惨敗が心証を悪くしたのか、天皇賞（春）と宝塚記念を完勝しているにもかかわらず、年度代表馬と最優秀5歳以上牡馬は秋に中央入りして有馬記念を勝ったヒカリデユールが受賞する事となり、モンテプリンスはドリーム賞という名の特別賞に留まった。この為、競馬評論家の中には異論を唱える者もいた。ちなみに、中央競馬会が発表したフリーハンデはモンテプリンスがヒカリデユールを上回る評価であった。引退式は1983年1月16日、中山においてシービークロスと合同で行われた。当時、引退式に2頭ないしそれ以上の数の馬と合同で行う事例は極めて少なかった。近年では2002年に京都でメイショウドトウ・テイエムオペラオーが合同で引退式を行った。

### 引退後
引退後は日高農協静内種馬場で種牡馬になり、グレートモンテ（札幌記念、愛知杯）やサークルショウワ（クイーンカップ）などを輩出した。1994年には、茨城県の東京大学農学部付属牧場に移動。種牡馬引退後は、茨城県の西山徳治郎牧場にて繋養された。2002年8月29日、蹄葉炎とその合併症のために25歳で死亡。

## 競走成績
- 1979年（5戦2勝）
  - 1着 - 葉牡丹賞
- 1980年（9戦2勝）
  - 1着 - NHK杯、セントライト記念
  - 2着 - 日本ダービー、菊花賞
  - 3着 - スプリングステークス
- 1981年（5戦0勝）
  - 2着 - 天皇賞（秋）
  - 3着 - 有馬記念
- 1982年（5戦3勝）
  - 1着 - 天皇賞（春）、宝塚記念、東京新聞杯
  - 2着 - 中山記念

※太字は八大競走を含むGI級レース。

## 種牡馬成績
- グレートモンテ（1989年愛知杯、1990年札幌記念）
- サークルショウワ（1988年クイーンカップ）
- アンジェロパテオ[6]（1995年セントライト記念3着）
- アマミオウジ[7]（1991年新潟大賞典2着）
- ニイタカヤマ[8]（1990年新潟記念2着）
- シロキタマサル[9]（1990年シンザン記念3着）
- ヤシマプリンス[10]（1989年中日新聞杯3着）
- ヒノデドン[11]（1993年荒尾ダービー）
- ヨウメイプリンス[12]（1994年白山大賞典2着）
- レイクプリンス[13]（1991年新潟皐月賞《三条》2着）
- ハクビ[14]（1988年ジュニアゴールデン賞《高知》2着）

### ブルードメアサイアー
- アンクルスーパー[15]（2002年福島記念2着）
- ベルウイナー[16]（1997年関屋記念2着）
- マッドネスオー[17]（1994年福島記念2着）
- エーピージャンボ[18]（1998年しもつけ弥生賞《宇都宮》2着）
- カケノリュウオウ[19]（1995年ジュニアカップ《帯広》2着）
- エーピーノホシ[20]（1998年オールスターカップ《足利》2着）
- フレッシュカラー[21]（2000年九州大賞典3着）
- ゲイトウェイマンナ[22]（1992年中津ダービー3着）

## 血統表
| モンテプリンスの血統（エルバジェ系（ダークロナルド系） / Umidwar・Udaipur5×4=9.38%、Firdaussi5×5=6.25%、Blandford5×5=6.25%） | モンテプリンスの血統（エルバジェ系（ダークロナルド系） / Umidwar・Udaipur5×4=9.38%、Firdaussi5×5=6.25%、Blandford5×5=6.25%） | モンテプリンスの血統（エルバジェ系（ダークロナルド系） / Umidwar・Udaipur5×4=9.38%、Firdaussi5×5=6.25%、Blandford5×5=6.25%） | （血統表の出典） | （血統表の出典） |
| 父 *シーホーク Sea Hawk 1963 芦毛                                                                                            | 父の父Herbager 1956 鹿毛 | Vandale | Plassy           | Plassy           |
| 父 *シーホーク Sea Hawk 1963 芦毛                                                                                            | 父の父Herbager 1956 鹿毛 | Vandale | Vanille          |                  |
| 父 *シーホーク Sea Hawk 1963 芦毛                                                                                            | 父の父Herbager 1956 鹿毛 | Flagette | Escamillo        | Escamillo        |
| 父 *シーホーク Sea Hawk 1963 芦毛                                                                                            | 父の父Herbager 1956 鹿毛 | Flagette | Fidgette         |                  |
| 父 *シーホーク Sea Hawk 1963 芦毛                                                                                            | 父の母Sea Nymph 1957 芦毛 | Free Man | Norseman         | Norseman         |
| 父 *シーホーク Sea Hawk 1963 芦毛                                                                                            | 父の母Sea Nymph 1957 芦毛 | Free Man | Fantine          |                  |
| 父 *シーホーク Sea Hawk 1963 芦毛                                                                                            | 父の母Sea Nymph 1957 芦毛 | Sea Spray | Ocean Swell      | Ocean Swell      |
| 父 *シーホーク Sea Hawk 1963 芦毛                                                                                            | 父の母Sea Nymph 1957 芦毛 | Sea Spray | Pontoon          |                  |
| 母 モンテオーカン 1967 鹿毛                                                                                                  | 母の父* ヒンドスタン Hindostan 1946 黒鹿毛                                                                                   | Bois Roussel | Vatout           | Vatout           |
| 母 モンテオーカン 1967 鹿毛                                                                                                  | 母の父* ヒンドスタン Hindostan 1946 黒鹿毛                                                                                   | Bois Roussel | Plucky Liege     |                  |
| 母 モンテオーカン 1967 鹿毛                                                                                                  | 母の父* ヒンドスタン Hindostan 1946 黒鹿毛                                                                                   | Sonibai | Solario          | Solario          |
| 母 モンテオーカン 1967 鹿毛                                                                                                  | 母の父* ヒンドスタン Hindostan 1946 黒鹿毛                                                                                   | Sonibai | Udaipur          |                  |
| 母 モンテオーカン 1967 鹿毛                                                                                                  | 母の母* マリアドロ Maria d'Oro 1957 黒鹿毛                                                                                   | Big Game | Bahram           | Bahram           |
| 母 モンテオーカン 1967 鹿毛                                                                                                  | 母の母* マリアドロ Maria d'Oro 1957 黒鹿毛                                                                                   | Big Game | Myrobella        |                  |
| 母 モンテオーカン 1967 鹿毛                                                                                                  | 母の母* マリアドロ Maria d'Oro 1957 黒鹿毛                                                                                   | Golden Marie | Goyama           | Goyama           |
| 母 モンテオーカン 1967 鹿毛                                                                                                  | 母の母* マリアドロ Maria d'Oro 1957 黒鹿毛                                                                                   | Golden Marie | Nearly F-No.21-a |                  |